# 纽伦堡乔治·西蒙·欧姆应用技术大学

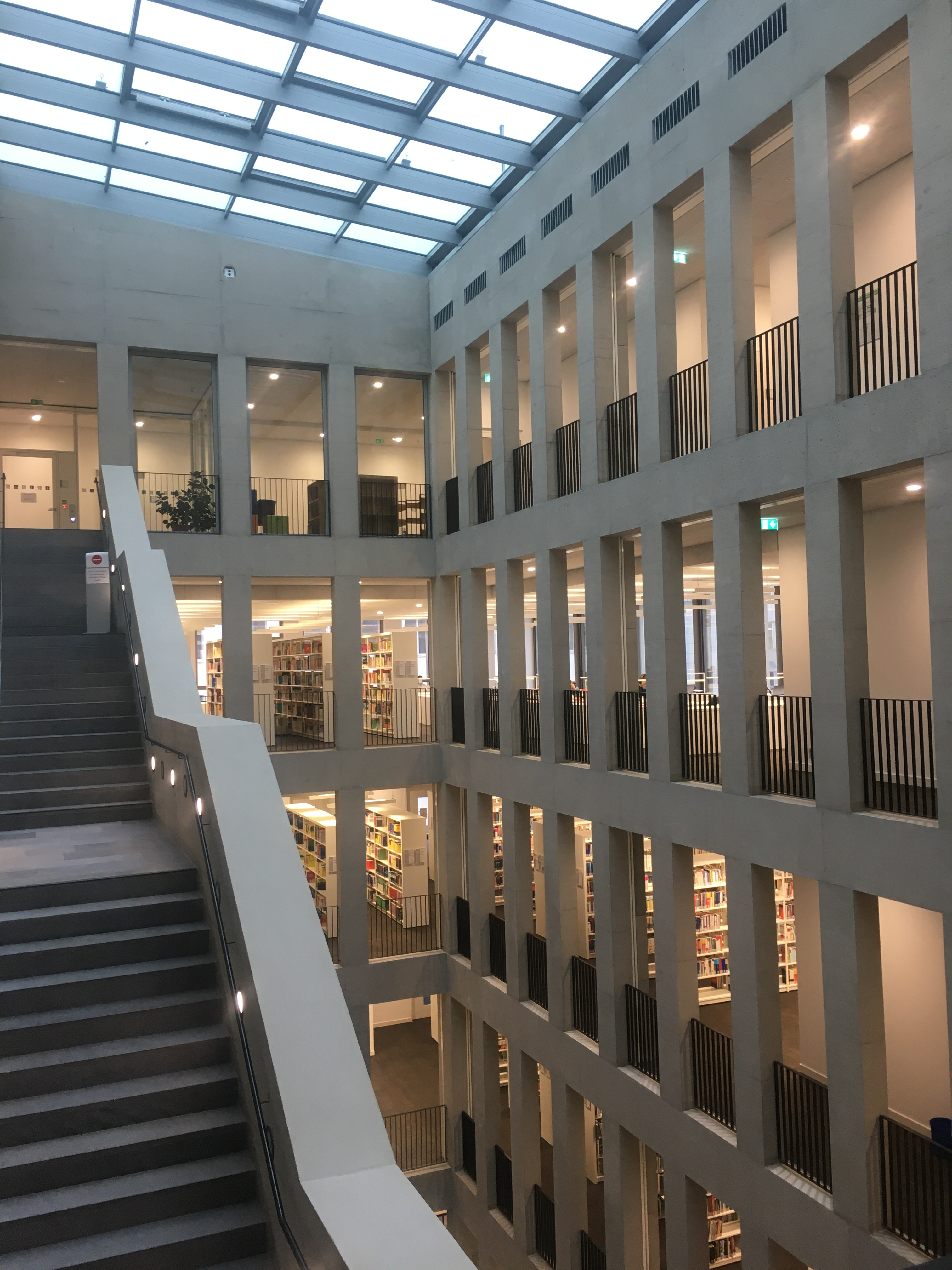
信息中心图书馆内部景观

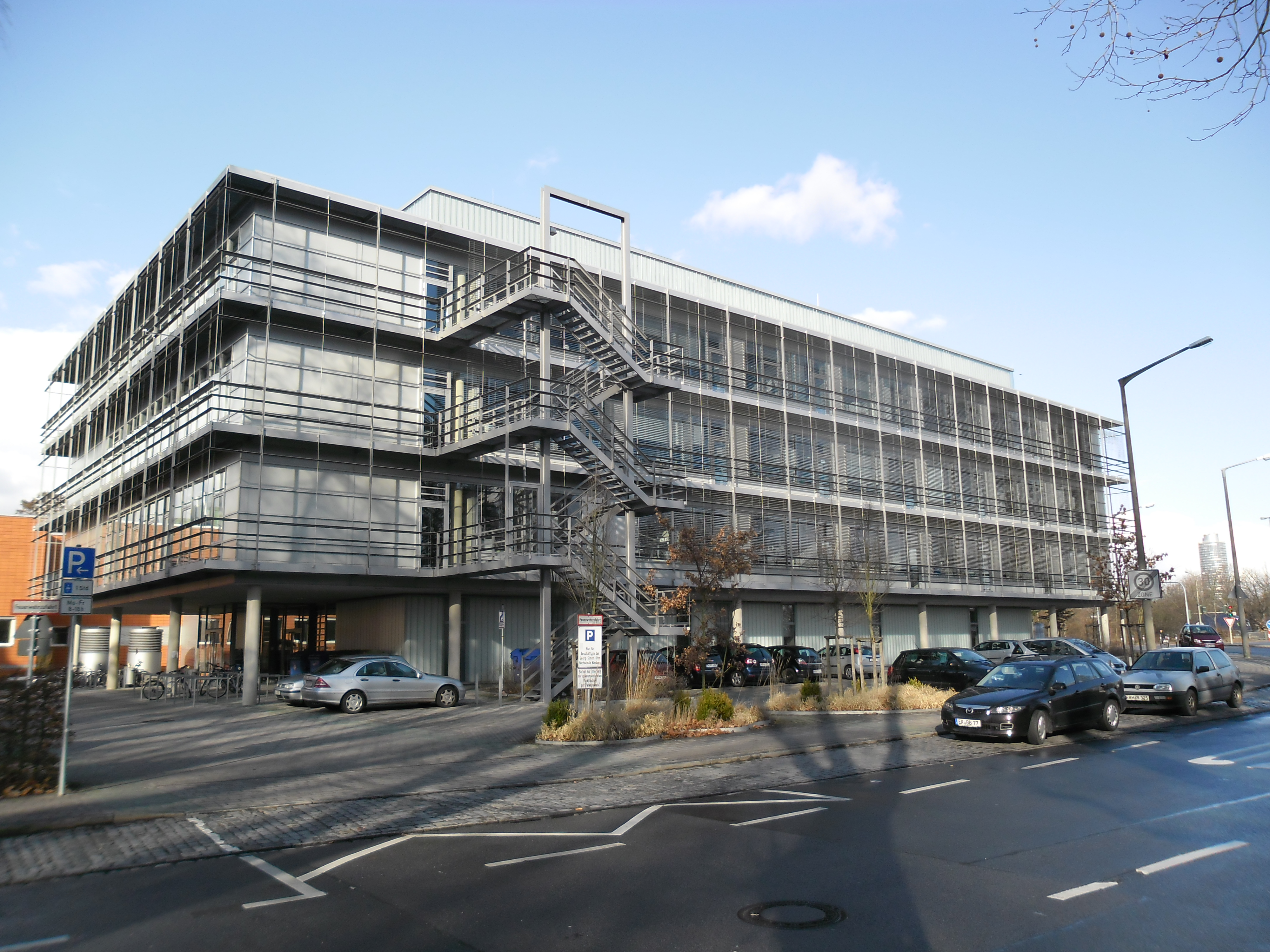
KT大楼

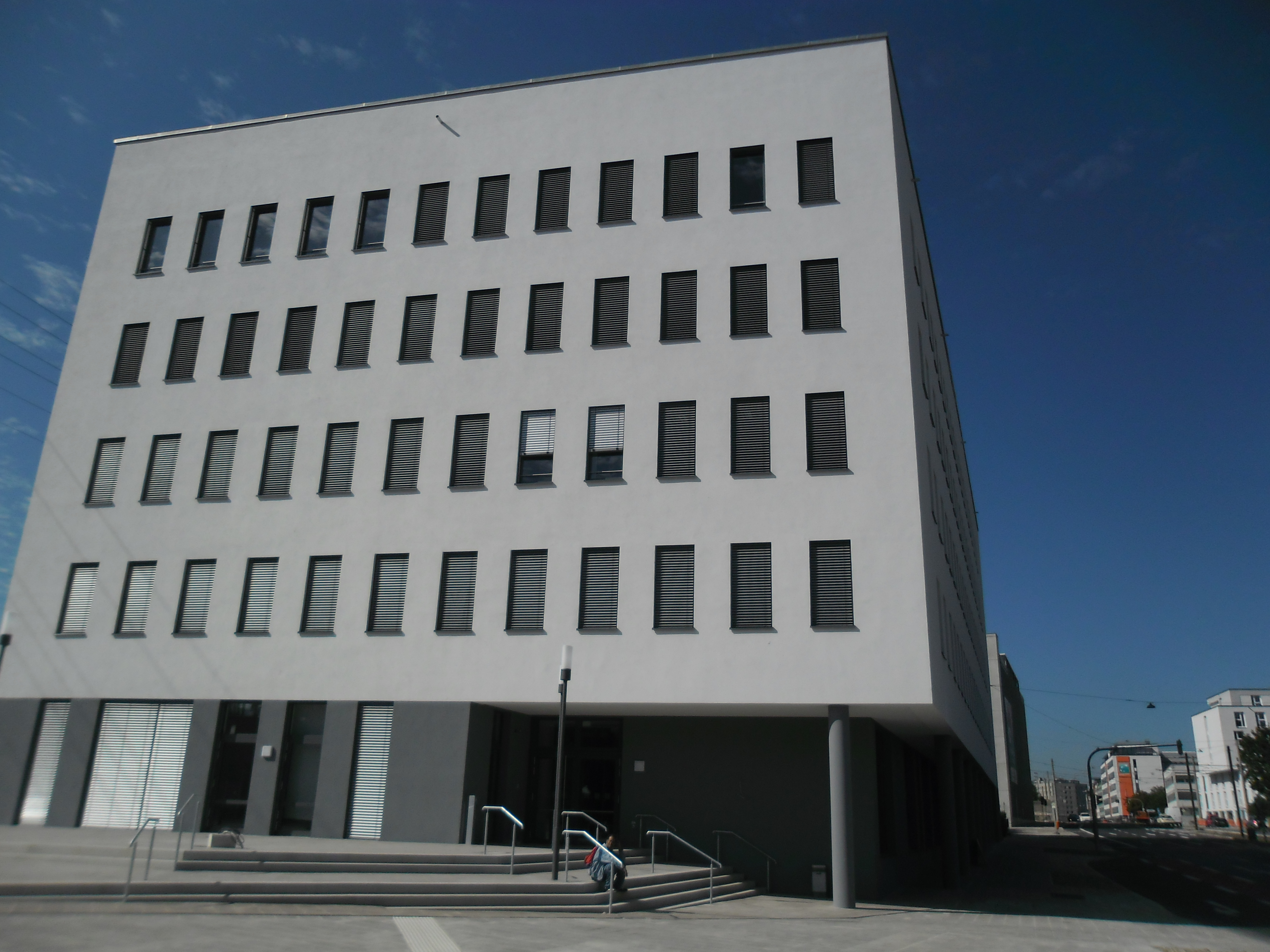
BB大楼

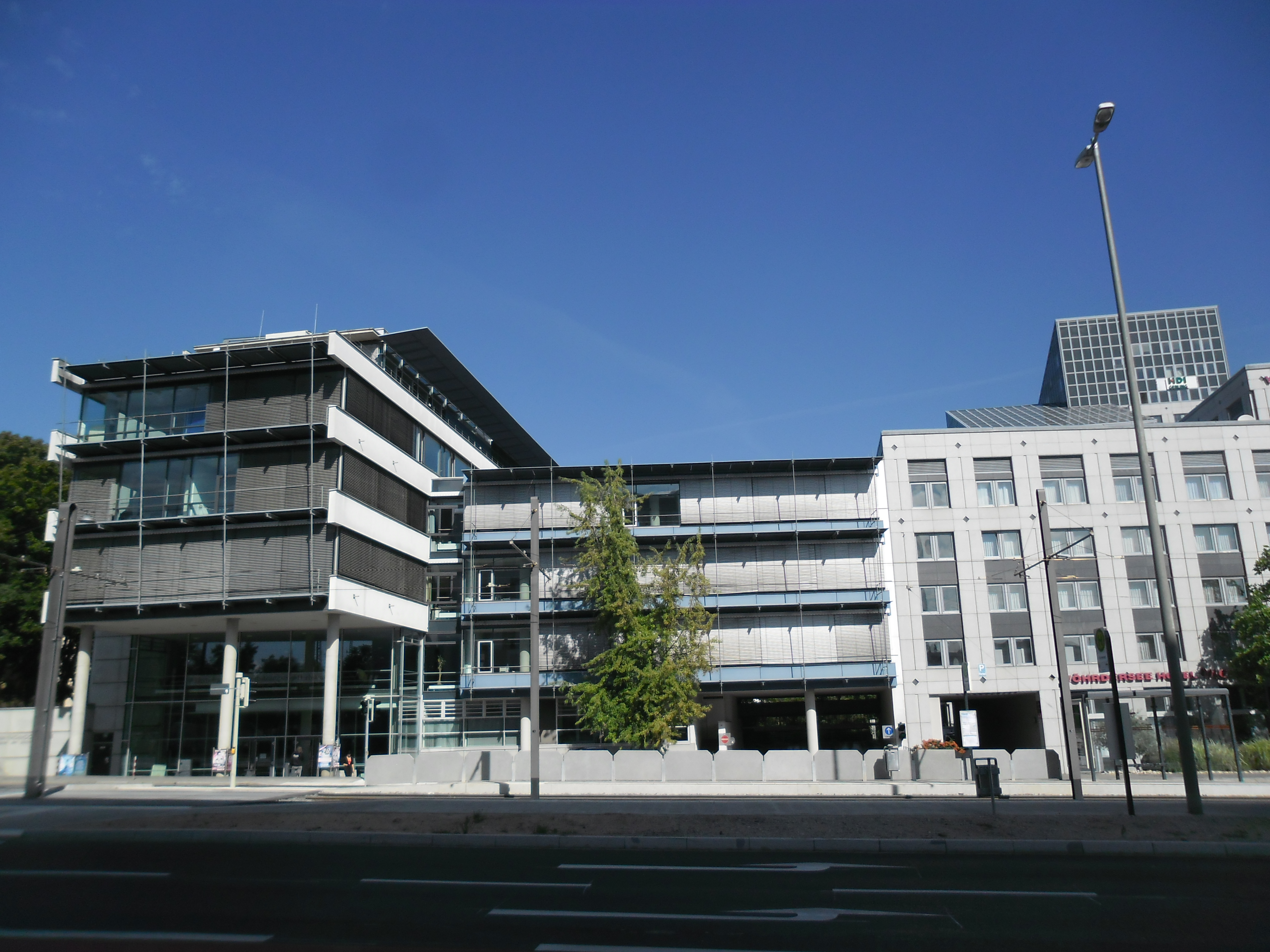
BL大楼

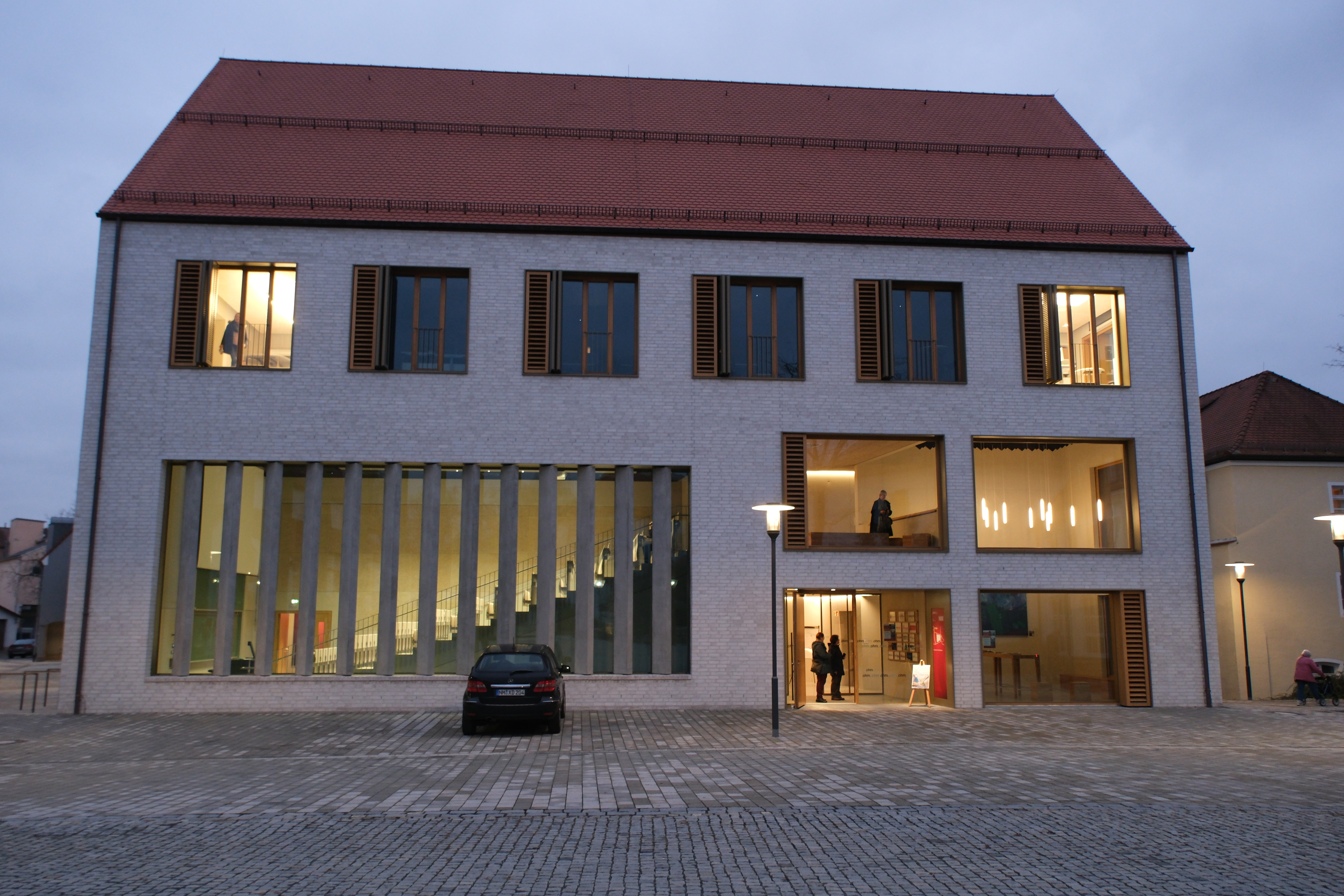
上普法尔茨地区诺伊马克特校区

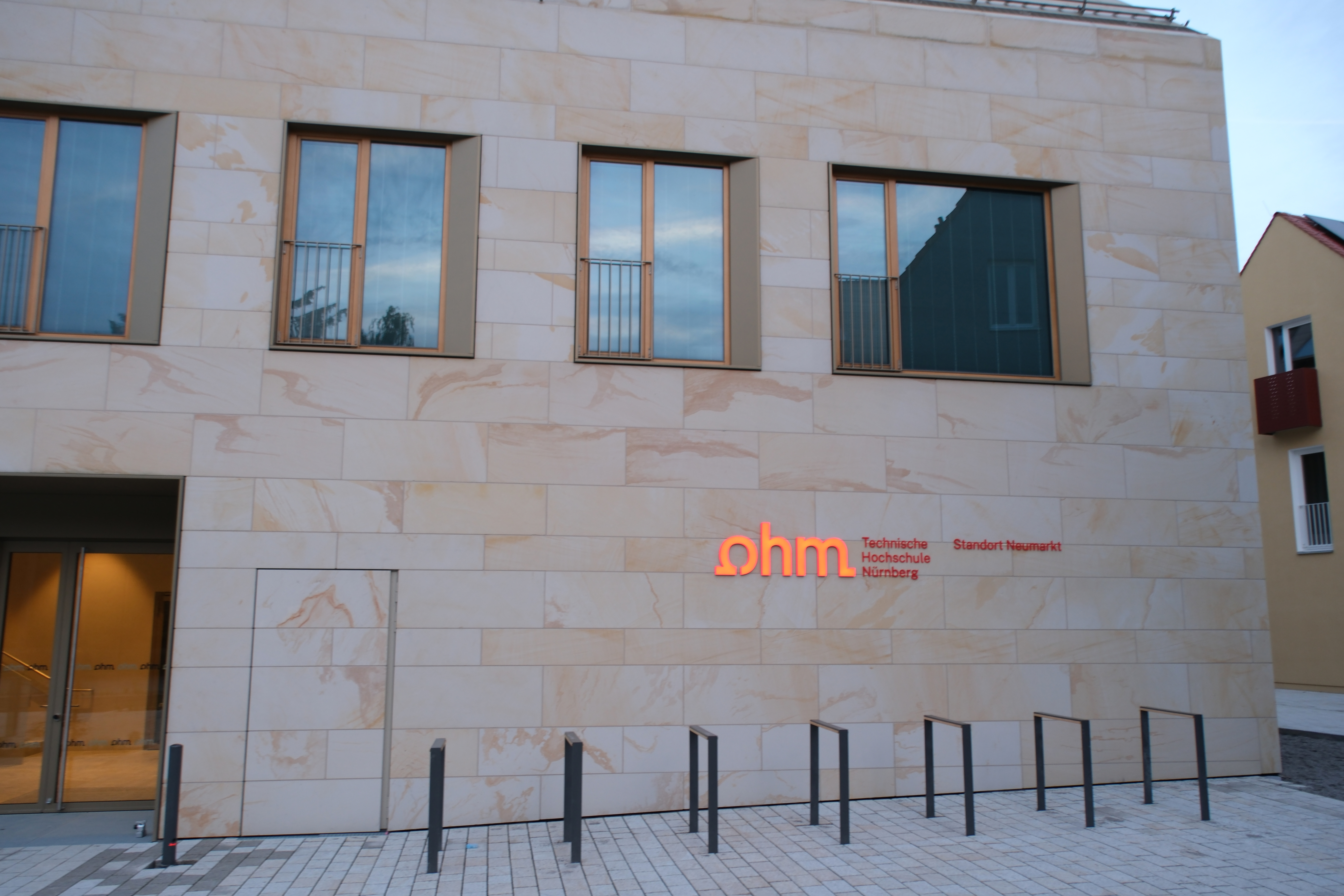
上普法尔茨地区诺伊马克特校区

纽伦堡乔治·西蒙·欧姆应用技术大学（德語：Technische Hochschule Nürnberg Georg Simon Ohm，简称 TH Nürnberg，THN，Ohm）是德国巴伐利亚州纽伦堡的一所国立应用科学大学。校名以纪念乔治·西蒙·欧姆 （Georg Simon Ohm），他于1833年至1849年在前身机构担任物理学和数学教授以及校长。

截至2024/2025冬季学期纽伦堡乔治·西蒙·欧姆应用技术大学拥有大约 13,000 名学生，是德国同类大学中规模最大的大学之一。 作为巴伐利亚州所有大学中研究最活跃和第三方资助最多的大学之一，纽伦堡乔治·西蒙·欧姆应用技术大学是纽伦堡大都会区创新的重要推动者，并与工业界保持着良好的联系。该大学在全球拥有约 170 所大学合作伙伴。

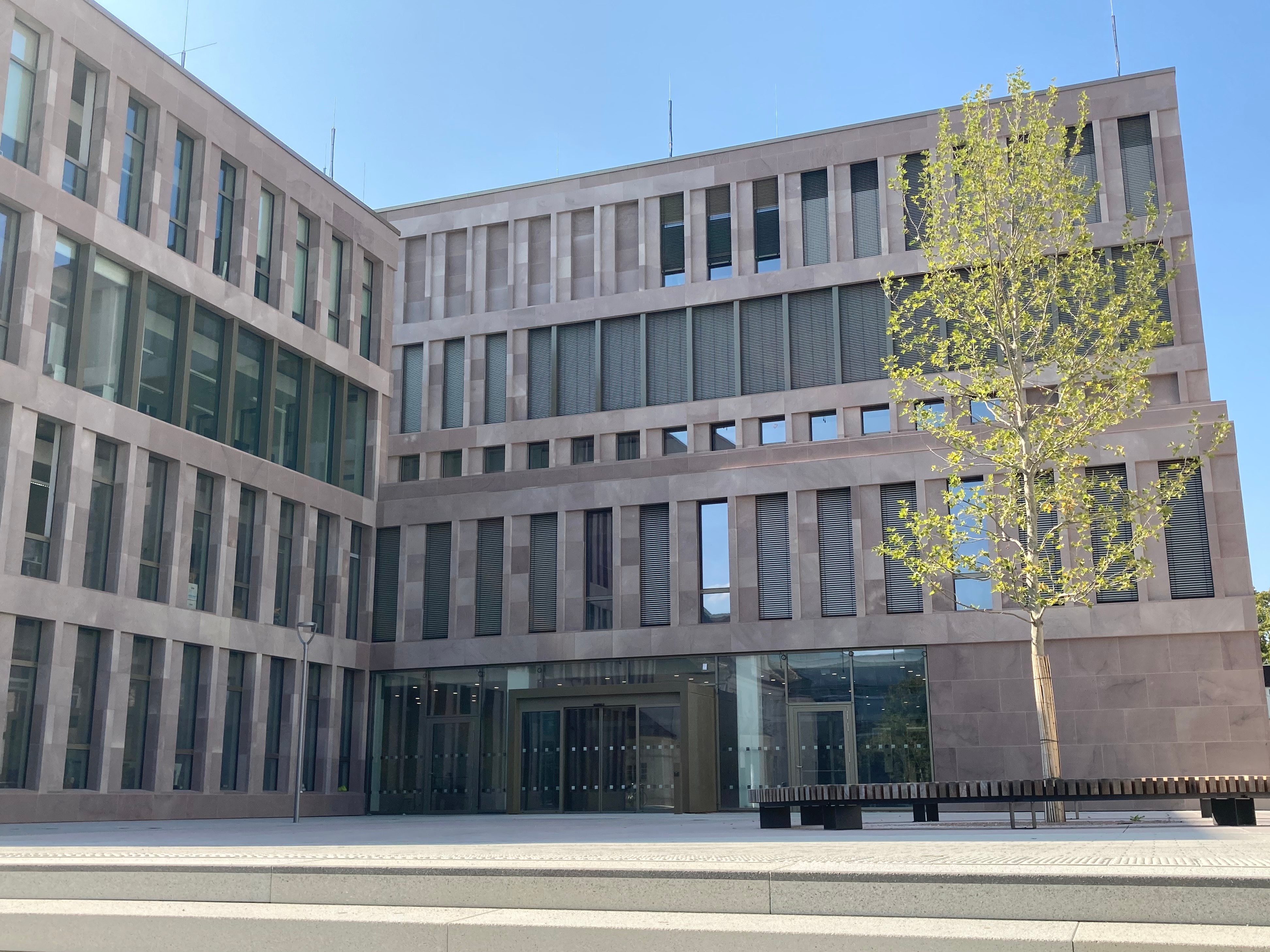
信息中心图书馆外部景观

## 历史

### 大学机构
该教育机构于1971年由以下机构合并而成:
- 从1803年的市立男子工业学校和1809年的理工学院的前身开始，成立于1823年的市立理工学院应运而生。后来是1833年国立理工学院，1868年皇家工业学校，1907年皇家巴伐利亚技术学院，1919年纽伦堡国立高等技术学院，1932年纽伦堡欧姆理工学院（自1949年起增加“国家应用技术学院”）直至1971年纽伦堡乔治·西蒙·欧姆应用技术大学
- 纽伦堡市高等经济学院，成立于1963年
- 纽伦堡社会工作高等技术学院，成立于1963年（前身于1925年）
- 纽伦堡社会教育学高等技术学院，成立于1968年（前身于1927年）
- 开放绘图室，成立于1910年
- 纽伦堡图形与广告高等技术学院，成立于1968年

### 更名
1983年8月4日，巴伐利亚州议会依法将该大学命名为“Georg-Simon-Ohm-Fachhochschule Nürnberg”。2007年10月1日，它更名为Georg-Simon-Ohm-Hochschule für angewandte Wissenschaften - Fachhochschule Nürnberg。2013年3月12日，巴伐利亚州部长会议决定将该大学更名为“Technische Hochschule”并于2013年10月1日生效。

## 院系
| 学院                             | 学生数量（截止 24/25 冬季学期） |
| -------------------------------- | ------------------------------- |
| 应用化学学院                     | 333                             |
| 应用数学、物理和普通科学学院     | 481                             |
| 建筑学院                         | 410                             |
| 土木工程学院                     | 718                             |
| 商业经济学院                     | 2993                            |
| 设计学院                         | 496                             |
| 电气工程、精密工程、信息技术学院 | 1975                            |
| 计算机科学学院                   | 1131                            |
| 机械工程与供应工程学院           | 1311                            |
| 社会科学学院                     | 1626                            |
| 工艺工程学院                     | 248                             |
| 材料工程学院                     | 259                             |
| 纽伦堡卫生学院                   | 202                             |
| OHM 专业学校                     | 369                             |
| 总计                             | 12552                           |

## 校区
纽伦堡乔治·西蒙·欧姆应用技术大学的校区分布在纽伦堡的13个地点和上普法尔茨地区诺伊马克特的1个地点。

## 学位课程[7]

### ► 技术 / 工程

#### 学士课程:
- 应用材料科学 （B.Eng.）

- 土木工程 （B.Eng.）

- 计算材料工程与 AI （B.Eng.）

- 电气工程与信息技术 （B.Eng.）

- 能源与建筑技术 （B.Eng.）

- 能源与可再生能源技术 （B.Eng.）

- 能源与氢技术 （B.Eng.）

- 汽车工程 （B.Eng.）

- 工程教育 （B.Sc.）

- 国际商务与技术 （B.Eng.）

- 机械工程 （B.Eng.）

- 机械工程 （B.Eng.） 授课语言： 英语

- 机电一体化/精密工程 （B.Eng.）

- 媒体工程 （B.Eng.）

- 医学工程 （B.Eng.）

- 工艺工程 （B.Eng.）

- 科技新闻 / 科技公关 （B.A.）

#### 硕士课程:
- 应用材料科学 （M.Eng.）

- 工程科学应用研究 （M.Sc.）

- 土木工程 （M.Eng.）

- 化学工程与能源过程工程 （M.Eng.）

- 电子与机电一体化系统（M.Eng.）

- 能源管理和能源技术 （M.Eng.） 地点： 安斯巴赫、纽伦堡、Weihenstephan-Triesdorf

- 建筑技术 （M.Eng.） 地点： 慕尼黑

- 工业工程与管理 （M.Eng.）

- 机械工程 （M.Sc.）

- 软件工程与信息技术 （M.Eng.） 兼职

- 城市交通/运输工程 （M.Sc.）

### ► 计算机科学 / 数学 / 自然科学

#### 学士课程:
- 应用化学 （B.Sc.）

- 应用数学与物理 （B.Sc.）

- 数字健康管理 （B.Sc.）

- 计算机科学 （B.Sc.）

- 媒体信息学 （B.Sc.）

- 社会数据科学与通信（B.Sc）

- 商业信息学 （B.Sc.）

#### 硕士课程:
- 应用化学 （M.Sc.）

- 应用数学和物理 （M.Sc.） 地点： 纽伦堡或施韦因富特

- 数字健康分析（M.Sc.）

- 计算机科学 （M.Sc.）

- 媒体信息学 （M.Sc.）

- 商业信息学 （M.Sc.）

### ► 经济

#### 学士课程:
- 工商管理 （B.A.）

- 工商管理 （B.A.） 兼职

- 国际商务 （B.A.） 授课语言： 英语

- 国际商务与技术 （B.Eng.） 授课语言： 英语

- 有机部门管理 （B.A.）

- 社会数据科学与通信（B.Sc）

#### 硕士课程:
- 工商管理 （M.A.）

- 采购与物流/供应链管理（M.A.） 兼职

- 采购和供应管理 兼职

- 设施管理 （M.FM） 兼职

- 国际财经 （M.Sc.） 授课语言： 英语

- 国际营销 （M.A.） 授课语言： 英语

- 非经济学家MBA 兼职

- 经济学家MBA 兼职

- 公共管理（M.A.） 兼职

- 税务咨询 （M.A.）

- 商法 （LL.M.）

### ► 健康 / 社会事务

#### 学士课程:
- 数字健康管理 （B.Sc.）

- 助产学 （B.Sc.）

- 社会工作 （B.A.）

- 社会工作：生命历程中的成长与教育 （B.A.）

#### 硕士课程:
- 咨询与辅导 （M.A.） 兼职

- 数字健康分析（M.Sc.）

- 社会工作 （M.A.）

### ► 设计 / 建筑

#### 学士课程:
- 建筑学 （B.A.）

- 设计 （B.A.）

#### 硕士课程:
- 建筑学 （M.A.）

- 数字未来设计 （M.A.）

### ► 媒体 / 通信

#### 学士课程:
- 设计 （B.A.）

- 媒体工程 （B.Eng.）

- 媒体信息学 （B.Sc.）

- 社会数据科学与通信（B.Sc.）

- 科技新闻 / 科技公关 （B.A.）

#### 硕士课程:
- 数字未来设计 （M.A.）

- 创新传播 （M.A.）

- 媒体信息学 （M.Sc.）

## 博士学位
截至2024/2025冬季学期约有 150 名博士生在大学工程与自然科学、社会工作和计算机科学等 11 个学院攻读博士学位。学生可以在 7 个博士中心之一或与大学合作完成博士学位。以下是 7 个博士中心:
- 应用计算机科学博士中心
- 物理与生物医学工程博士中心
- 决策创新应用研究博士中心
- 能源技术博士中心
- 综合建筑博士中心
- 材料与生产工程博士中心
- 社会与健康科学转型过程设计博士中心

## 研究机构
纽伦堡乔治·西蒙·欧姆应用技术大学的研究、教学和创新不仅仅局限于 13 个学院，还包括许多研究所:
- 应用计算机科学研究所
- 应用氢能研究、电热化学能源系统研究所
- 电力电子系统研究所
- 化学、材料和产品开发研究所
- 汽车工程研究所
- 能源与建筑研究所
- 水利工程与水管理研究所
- 聚合物光纤应用中心
- 人工智能中心

从2025年秋季起欧姆创新中心（Ohm Innovation Center）将成为大学新的应用研究中心。该机构是德国应用科学大学最大的国家资助研究中心。总共 12 个跨学科研究小组和约 110 名专门研究人员将在占地 6,605 平方米的最先进的实验室中塑造未来。在 40 名员工的支持下， 这里开展着最高水平的尖端研究。

## 合作

### 本地合作
- 纽伦堡乔治·西蒙·欧姆应用技术大学是巴伐利亚州媒体教育组织巴伐利亚媒体园区（德语：MedienCampus Bayern）的成员。[11]
- 纽伦堡乔治·西蒙·欧姆应用技术大学是巴伐利亚北部最大的能源研究机构纽伦堡能源园区（德语：Energie Campus Nürnberg）的创始合作伙伴之一。[12]
- 纽伦堡乔治·西蒙·欧姆应用技术大学赢得了“创新大学”竞赛，因此从2019年起成立了“莱昂纳多中心”，在该中心将对项目进行跨学科研究（例如，关于“汽车作为未来的交流平台”或“规划可持续理念”）。[13]

- 为了协调家庭和事业，该大学与 milliOHMM 托儿所合作，该托儿所最初由该大学所有，直到2017年纽伦堡工业联合会接管赞助。[14]

### 国际合作
纽伦堡乔治·西蒙·欧姆应用技术大学与全球约 170 所合作大学合作，其中约 95 所是欧盟伊拉斯谟世界计划的一部分。
以下是中国的合作学校（截至2024/2025冬季学期）:
- 北京工业大学
- 同济大学中德工程学院（德语：Chinesisch-Deutsche Hochschule für Angewandte Wissenschaften）
- 深圳技术大学
- 同济大学浙江学院
- 宁波诺丁汉大学
- 浙江科技大学